# Francesco Maggiotto
Pour les articles homonymes, voir Maggiotto.
Francesco Maggiotto (Venise, 1738 - Venise, 13 septembre 1805) est un peintre vénitien qui a été actif du XVIIIe au début du  XIXe siècle.

## Biographie
Francesco Fedeli dit il Maggiotto est le fils  de Domenico, son élève et par la suite celui de Michelangelo Morlaiter.
Ses peintures traitent de sujets historiques, d'allégories et de scènes de genre.
Peintre apprécié à l'Accademia de Venise, on trouve parmi ses élèves Lattanzio Querena (1768-1853), Carlo Bevilacqua (1775-1849), Natale Schiavoni (1777-1858) et Francesco Hayez, des artistes vénitiens renommés du début du XIXe. 
De nombreuses œuvres de Francesco servirent de modèle à des graveurs comme Giovanni Volpato.

## Œuvres
- Allégorie de la Peinture (1768), huile sur toile,  132 × 117 cm, Galeries de l'Académie de Venise.
- Burattini (1770),
- Autoportrait avec deux élèves, Antonio Florian et Giuseppe Pedrini (1788-1791), huile sur toile, 101 × 127 cm,
- Saint Jérôme, huile-encre-toile,  106,50 × 130,50 cm,
- Cena all'aperto et Baruffa di contadine, paire de toiles,
- Le arti per via,
- Portrait du doge Tommaso Mocenigo, Nicola da Ponte, dogesse Clara Delphinia Cornelia et dogesse Laurentana Marcella Mocenica, huiles sur cuivre de dimension unitaire de  14,50 × 12,00 cm,
- Le Pesage,
- Famille d'ouvriers avec un âne dans un sous-bois, huile sur toile,  30,10 × 41,50 cm,
- La Marchande de raisins et La Marchande de pommes, paire de toiles,   42,50 × 57,50 cm chacune,
- Neptune combattant les géants, huile sur toile,  134 × 156,20 cm.
- La Rencontre de Bacchus et d’Ariane, huile sur toile,  78 × 87,5 cm.
- Pénitence et Méditation, Église Saint-François-de-la-Vigne de Venise, Venise.
- Saint Jean l'Évangéliste dans un chaudron d'huile bouillante, Église San Giovanni Nuovo, Venise.
- La Mort de saint Joseph (1805), Église San Geremia Venise.

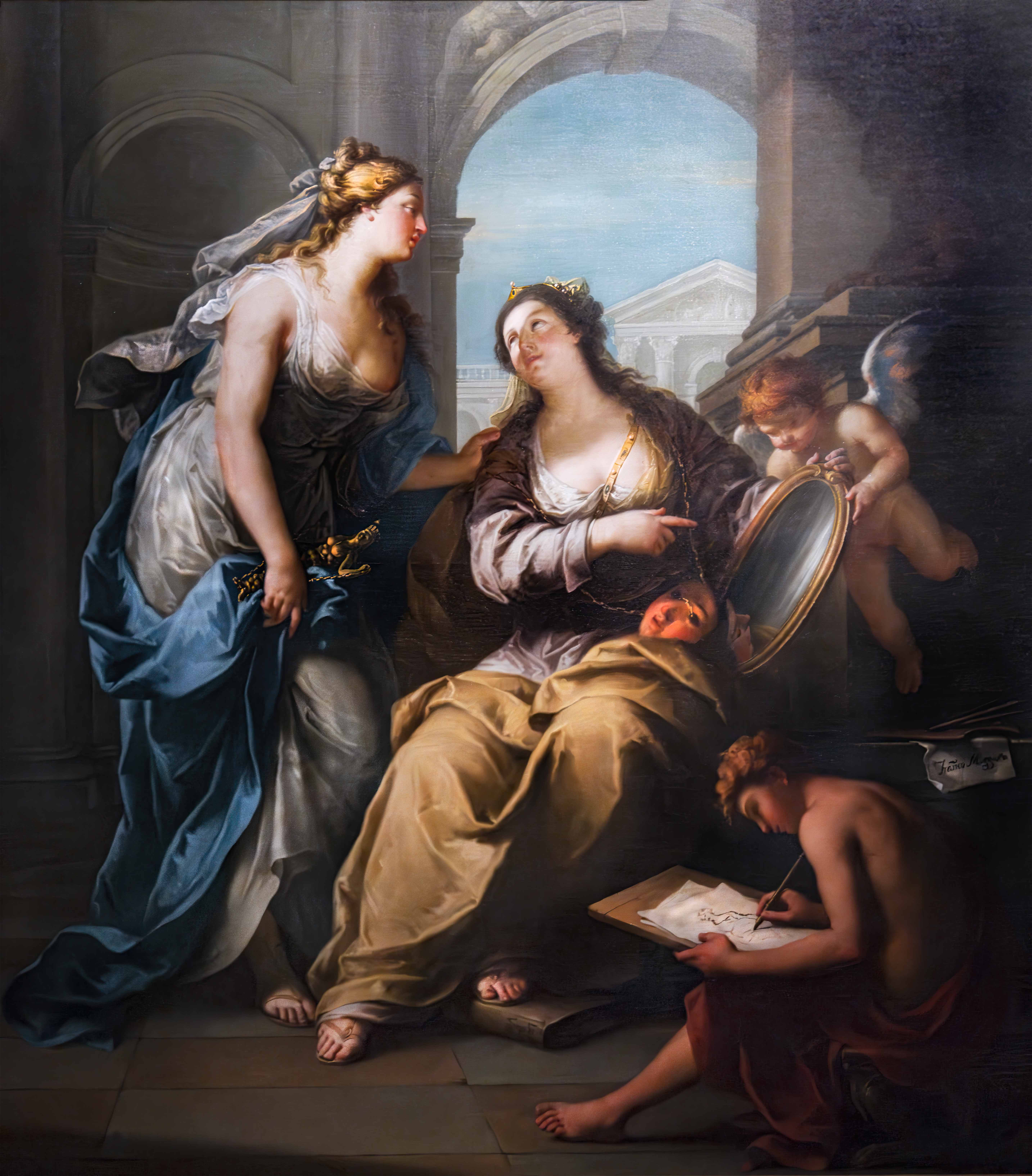
Allégorie de la Peinture (1768) Galeries de l'Académie de Venise
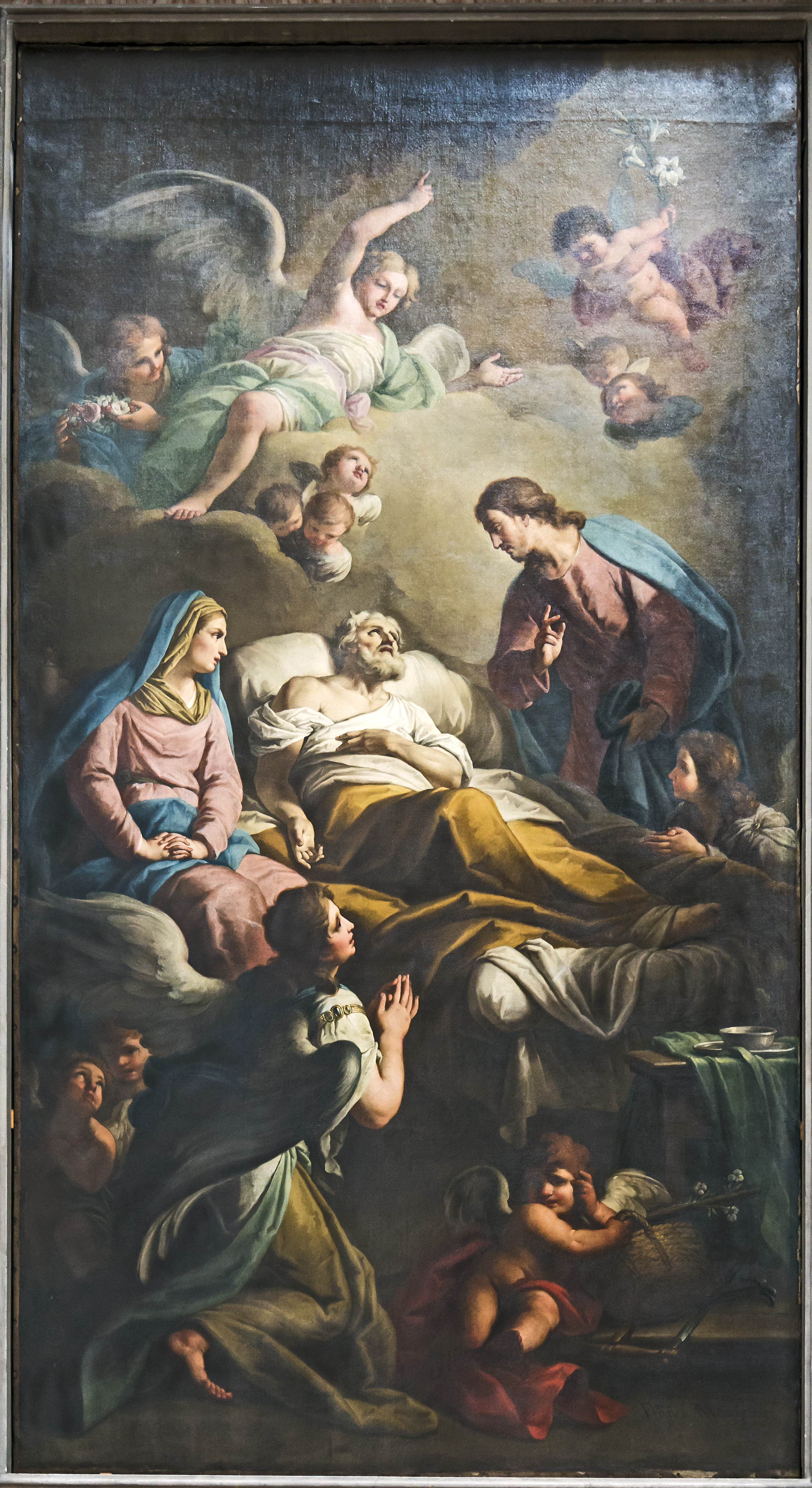
La Mort de saint Joseph (1805), Église San Geremia.
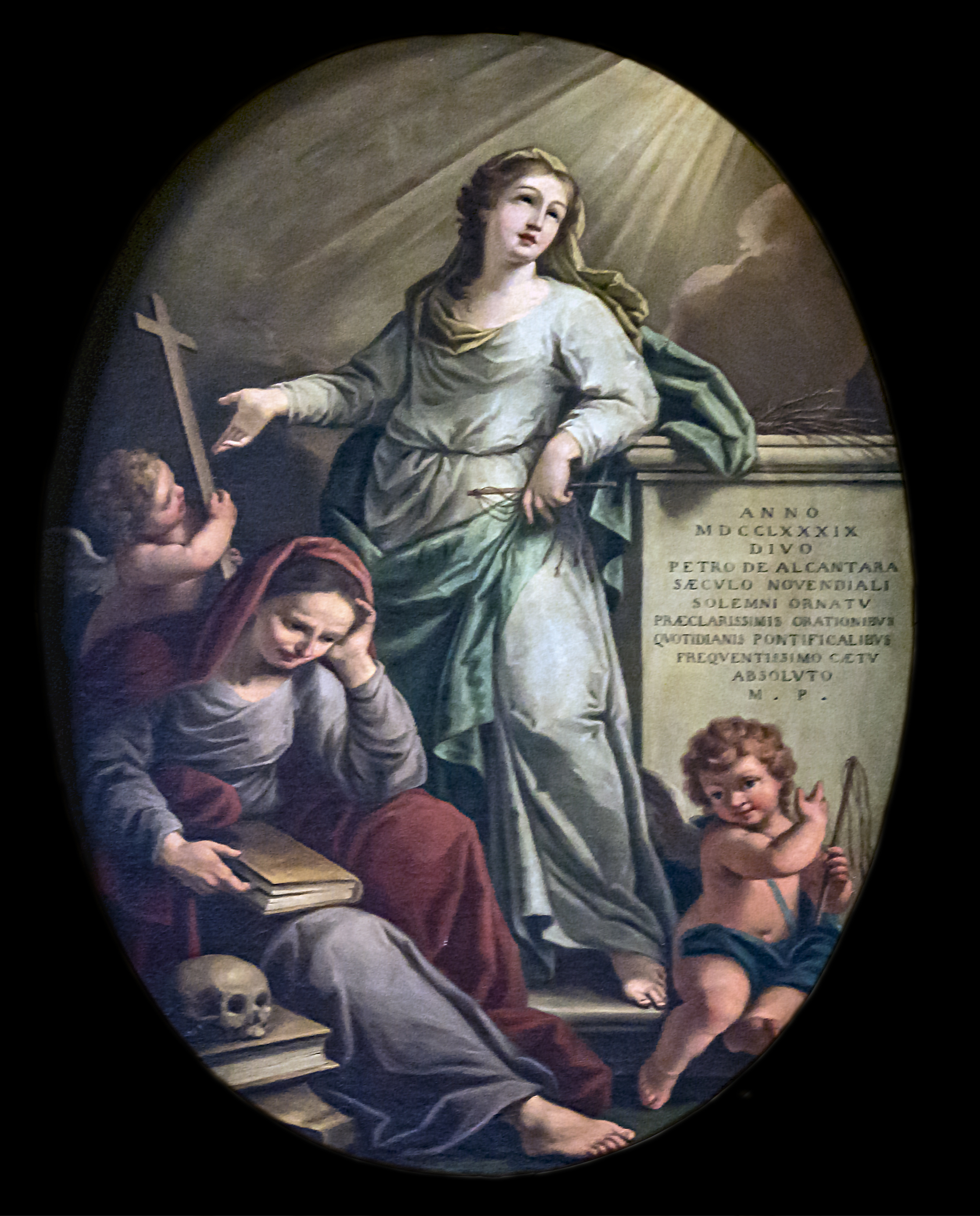
Pénitence et Méditation, église San Francesco della Vigna.